# Vinice (Plzeň)

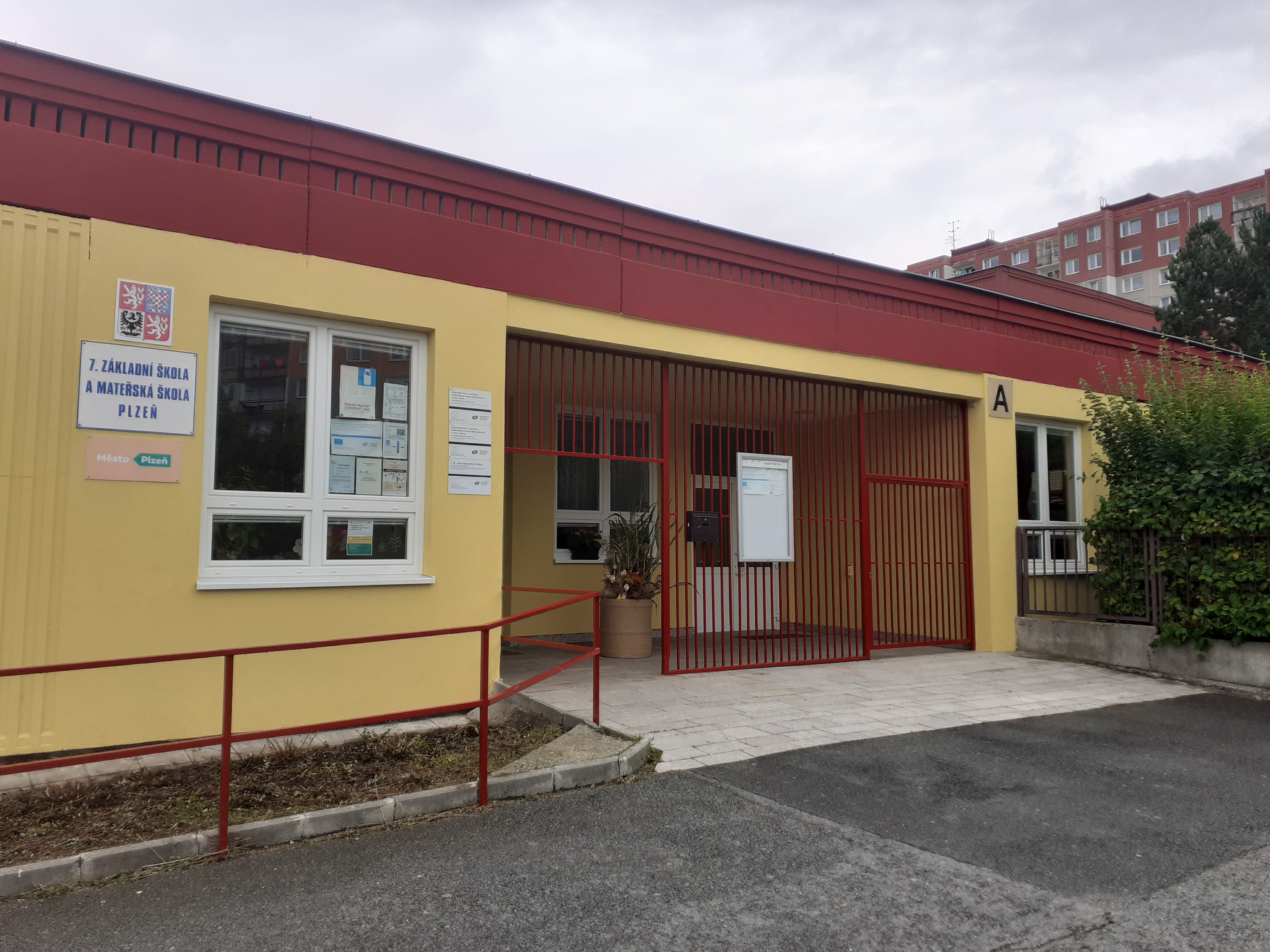
Hlavní vchod 7. základní a mateřské školy na Vinicích (budova A).

Vinice jsou plzeňská čtvrť v obvodu Plzeň 1 s panelovým sídlištěm z konce 80. let 20. století. Název sídliště souvisí s pěstováním vinné révy v této oblasti v minulosti.

## Historie a vybavenost
Sídliště Vinice začalo být budováno na přelomu 80. a 90. let, dostavěno bylo v roce 1992. Původní plán byl postavit i severní část panelového sídliště na druhé straně čtyřproudé přípojky Na Chmelnicích, avšak po sametové revoluci bylo od tohoto záměru upuštěno. Na konci 90. let začala výstavba navazující vilové a později i sídlištní čtvrtě Sylván, která je na Vinici napojena. Sídliště Sylván je s Vinicemi zcela propojeno (názvy ulic, inženýrské sítě, silniční síť) a dnes tvoří jeden celek.
Ulice v této čtvrti jsou: Brněnská, Hodonínská, Břeclavská, Strážnická, Bzenecká, Vrbovecká, Sedlecka, Slupská, Nad ZOO, Mutěnická, Znojemská, Mikulovská, Pálavská, Šatovská, Valtická a Božická se čtyřproudou přípojkou Na Chmelnicích. Na Vinicích je základní škola, dvě mateřské školy, lékařské ordinace, několik obchodů, služebna Městské Policie a služebna Policie ČR. V těsné blízkosti Vinic se nachází ZOO Plzeň, Lochotínský park a nedaleko je také rozhledna Sylván. Místní pobočka České pošty byla v roce 2023 zrušena a zásilky pro občany Vinic jsou ukládány na poště Plzeň 23 na Lochotíně.

## Doprava
Vinice obsluhují autobusové linky plzeňské MHD 25, 41 a 56, které zde mají konečnou zastávku, dále nočními linkami N1 a N4, které zajíždí do zastávky Hodonínská. V minulosti uvažované tramvajové spojení nebylo nikdy realizováno (pozůstatkem je travnatý pruh určený pro tramvajové těleso vedoucí na sídliště). Do budoucna se počítá s obsluhou této lokality trolejbusy, objevují se znovu i myšlenky na výstavbu tramvajové tratě. Z nově plánovaných tramvajových tratí je nejblíže k realizaci, a to zejména kvůli další plánované výstavbě v oblasti vrchu Sylván.
Od začátku výstavby do roku 2023 byla čtvrť na uliční sít Plzně napojena pouze ulicí Na Chmelnicích, která ústí do Karlovarské ulice mezi tramvajovými zastávkami Boženy Němcové a Zoologická zahrada. Od roku 2023 díky dostavbě Západního okruhu mají Vinice napojení i na tento obchvat.